# Dicée à plastron
Dicaeum pectorale
Espèce
Statut de conservation UICN

 LC  : Préoccupation mineure
Le Dicée à plastron (Dicaeum pectorale) est une espèce de passereau placée dans la famille des Dicaeidae.

## Répartition
On le trouve en Indonésie et en Papouasie-Nouvelle-Guinée.

## Sous-espèces
Selon Peterson
- Dicaeum pectorale ignotum Mees 1964
- Dicaeum pectorale pectorale Muller,S 1843